# Establo Ōnomatsu

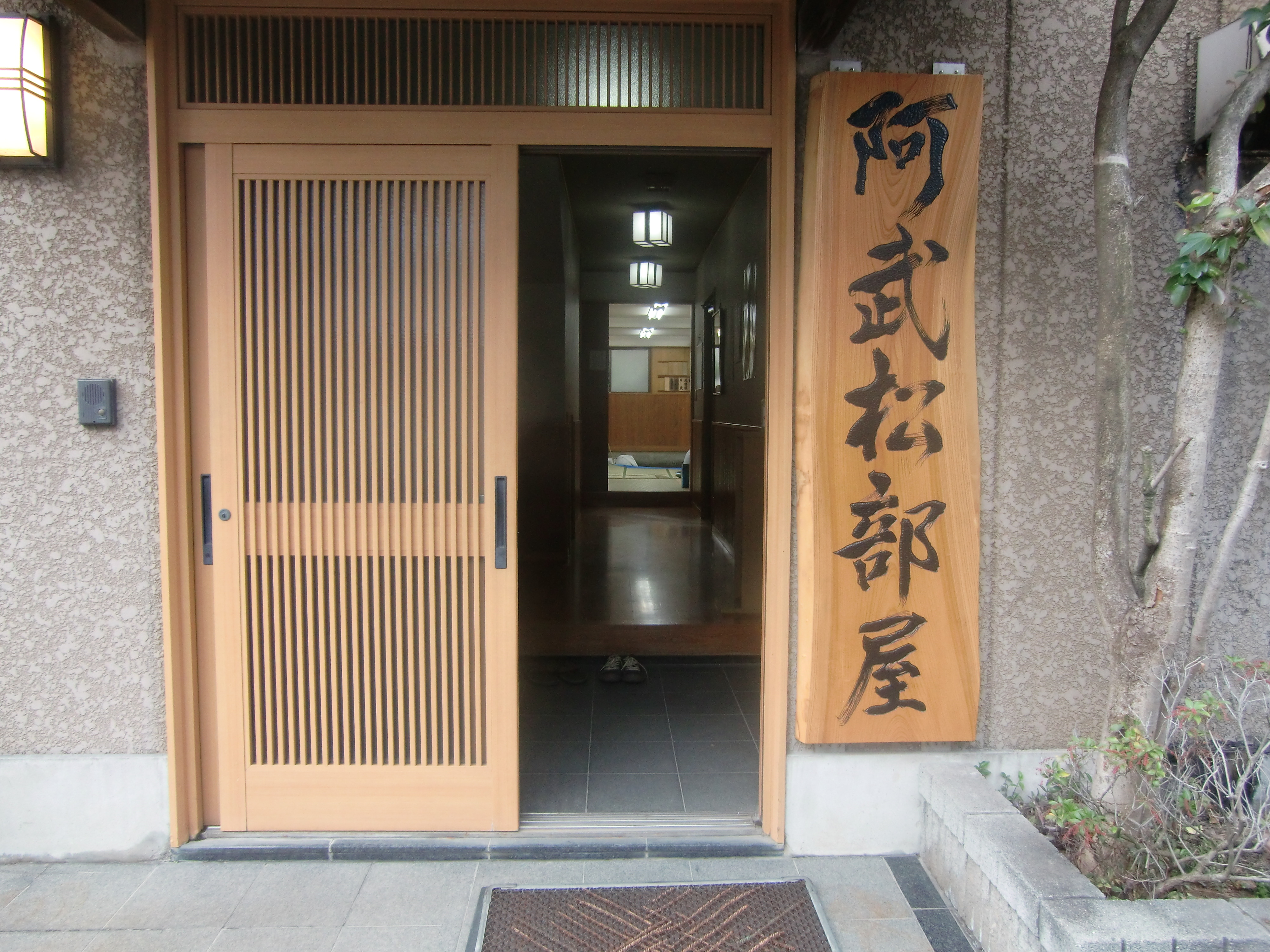
Entrada principal del Establo Ōnomatsu

El Establo Ōnomatsu (阿武松部屋, Ōnomatsu-beya) es un establo de entrenamiento de sumo profesional. El establecimiento forma parte del ichimon Nishonoseki. La actual generación fue fundada el 1 de octubre de 1994 por el ex sekiwake Masurao tras independizarse del difunto establo Oshiogawa. Para enero de 2023, el establo poseía un total de 13 luchadores.
El primer luchador del establo en alcanzar la división makuuchi fue Katayama en 2005. Wakakōyū, actualmente retirado, alcanzó el rango de komusubi en 2012 al igual que Ōnoshō en 2017. El recluta extranjero más exitoso del establo fue el ex maegashira ruso Amūru, el cual se retiró en 2018. En enero de 2010, el establo Ōnomatsu, junto a los establos Takanohana, Ōtake y Magaki, fueron forzados a retirarse del ichimon Nishonoseki después de que el ex yokozuna Takanohana anunciase su intención de presentarse como candidato no oficial a las elecciones del gabinete de directores de la Asociación Japonesa de Sumo. Los establos expulsados conformaron su propio clan, el cual luego obtuvo el estatus de ichimon en 2014. El ichimon Takanohana fue disuelto en 2018. Los establos Ōnomatsu, Ōtake y Chiganoura conformaron brevemente el ichimon Ōnomatsu, no obstante, estos después se alinearon nuevamente al ichimon Nishonoseki. El 26 de septiembre de 2019, Masurao presentó su renuncia ante la Asociación Japonesa de Sumo por razones de salud, siendo reemplazado en su cargo por el ex maegashira Daidō.
El 26 de diciembre, la Asociación Japonesa de Sumo anunció que el establo había reclutado a Batjargal Choijirsuren, un yokozuna estudiantil de origen mongol, permitiéndole entrar al sumo mediante el sistema makushita tsukedashi, compitiendo en su primer torneo desde el rango makushita #15. Actualmente compitiendo bajo el shikona Ōnokatsu, este realizó su debut profesional en el torneo de noviembre de 2023.

## Dueños
- 2019–presente: El décimo tercer (13°) Ōnomatsu (shunin, ex maegashira Daidō)
- 1994–2019: El décimo segundo (12°) Ōnomatsu (ex sekiwake Masurao)

## Luchadores activos destacados

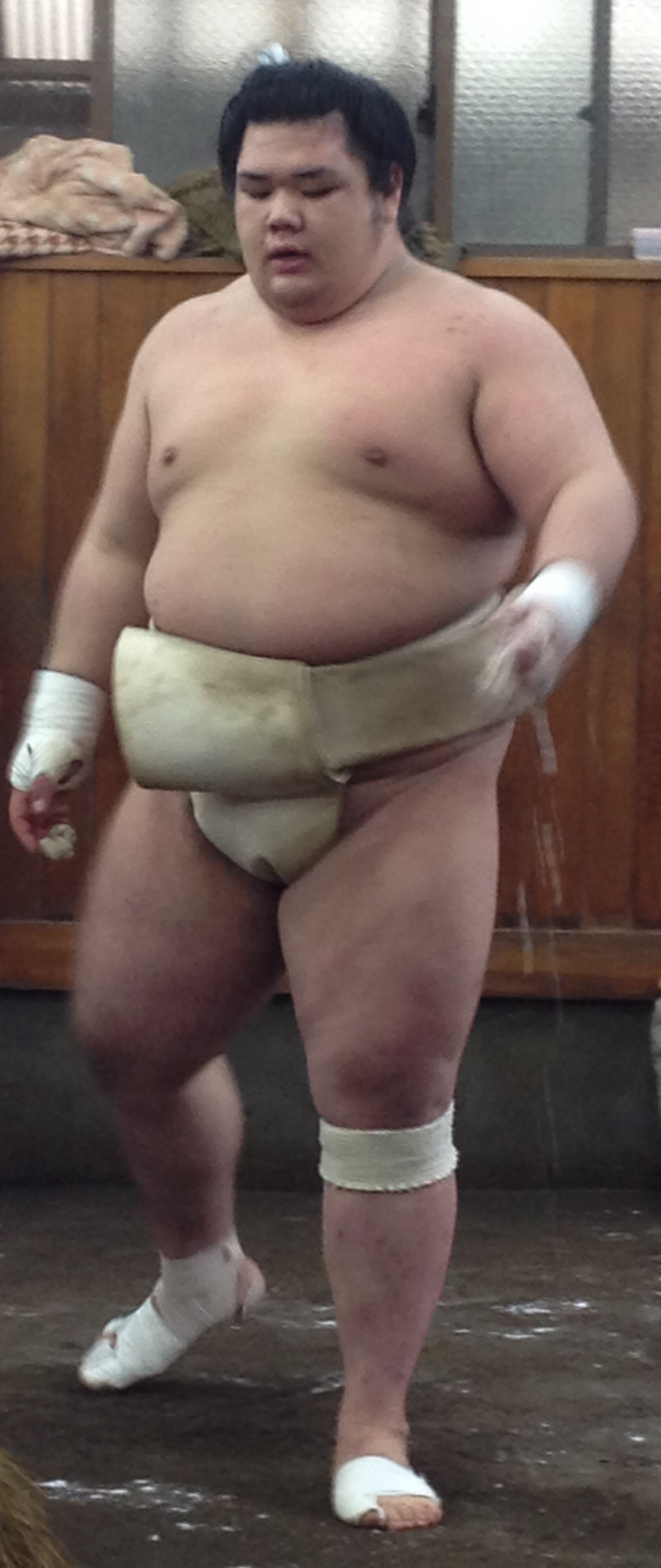
Ōnoshō fue el luchador de más rango en el establo entre 2018 y su retiro en 2024

- Ōnokatsu (mejor rango: maegashira)
- Yūma[ja] (mejor rango: jūryō)

## Entrenadores
- Shiranui Masaya (iin, ex komusubi Wakakōyū)

## Exluchadores destacados
- Wakakōyū (mejor rango: komusubi)
- Ōnoshō (mejor rango: komusubi)
- Amūru (mejor rango: maegashira)
- Daidō (mejor rango: maegashira)
- Katayama (mejor rango: maegashira)
- Keitenkai[ja] (mejor rango: jūryō)

## Yobidashi
- Jin (jonokuchi yobidashi, de nombre real: Jin Sekimoto)

## Tokoyama
- Tokotaka (tokoyama de primera clase)
- Tokoyū (tokoyama de cuarta clase)

## Ubicación y acceso
Saginuma 5-5-14, ciudad de Narashino, prefectura de Chiba. A 10 minutos caminando desde la Estación Makuharihongō (Línea Sōbu y Línea Keisei Chiba)